# Parornix bifurca
Parornix bifurca är en fjärilsart som beskrevs av Paolo Triberti 1998. Parornix bifurca ingår i släktet Parornix och familjen styltmalar.
Artens utbredningsområde är Italien. Inga underarter finns listade i Catalogue of Life.